# Ta٬ziya

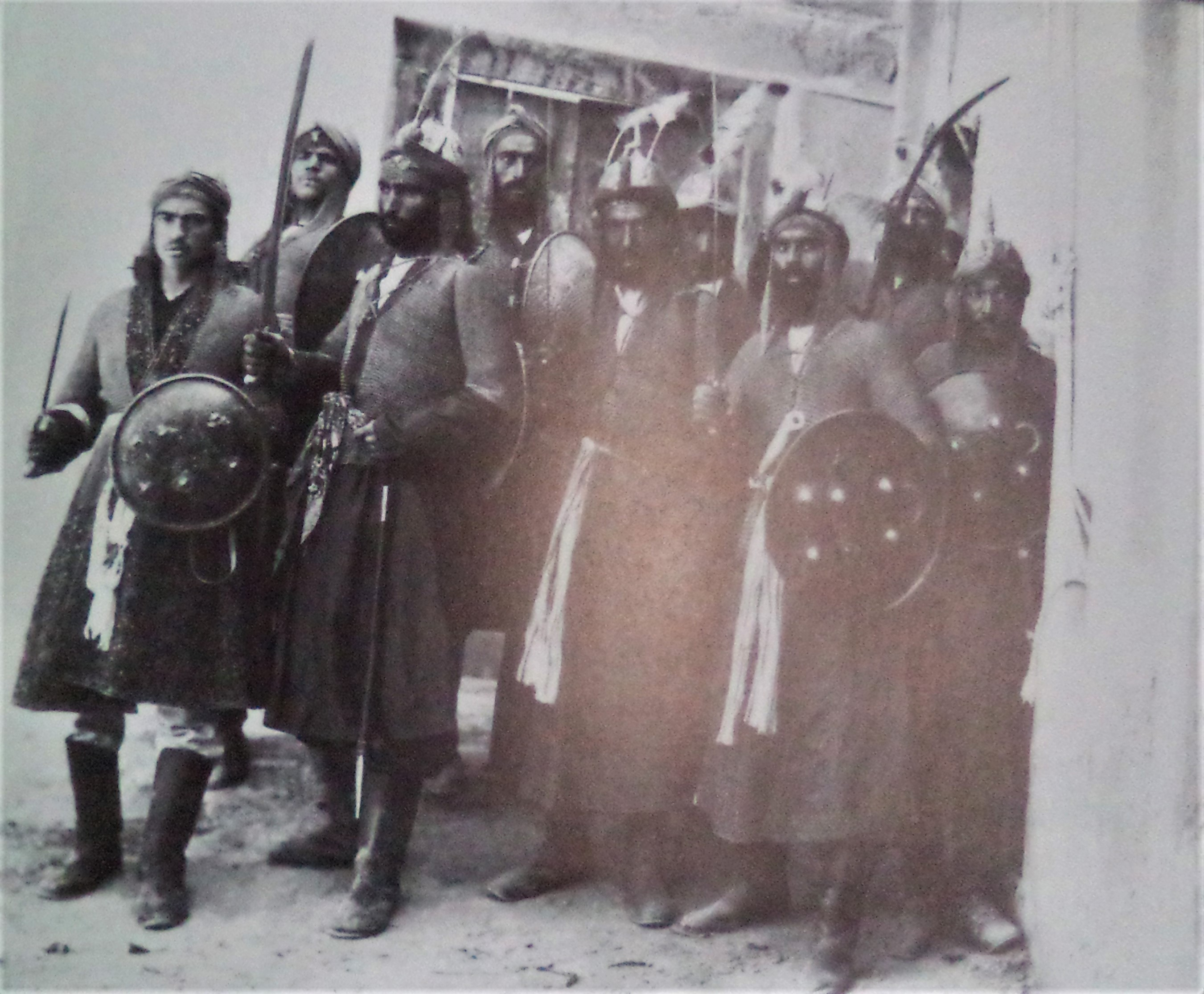
Ta٬ziya

## Definiție
Cuvântul Ta٬ziya (تعزية) provine din limba arabă, de la rădăcina "٬za" (عزى), care are înțelesul de suferință, condoleanțe sau simpatie. Înțelesul literar este ”a exprima simpatie, durere și consolare” . În Iran cuvântul Ta٬ziya are un singur înțeles, respectiv punerea în scenă a martiriului lui Husayn, nepotul profetului Muhammad.

## Istoric
În anul 661 Ali (ginerele și unchiul profetului Muhammad) este asasinat la Kufa. După uciderea tatălui său, Hasan a fost considerat "de mulți urmaș legitim al Profetului. Atunci când Mu‘āwīyya a contestat succesiunea sa și a început pregătirele de război, Hasan a adunat armata pentru a-și înfrunta inamicul. Din lipsă de resurse, în același an au început negocierile de pace și a renunțat la conducerea califatului în favoarea rivalului său. S-a retras la Medina, unde a trăit în pace până la sfârșitul vieții"  (670).
În 680, "Mu‘āwīyya moare și este urmat la tron de fiul său Yazid. Husayn, fiul cel mic al lui Ali, acceptă cererea soldaților din garnizoana Kufa de a conduce o revoltă împotriva acestei monarhii ereditare" . În drum spre Kufa, în deșertul de la Karbala, Husayn și armata sa au fost înconjurați de către soldații lui Yazid și nu au fost lăsați să înainteze spre râul Eufrat. La Karbala, unul dintre generali lui Yazid i-a propus lui Husayn să accepte o alianță cu conducătorul său, însă fiul cel mic al lui Ali a refuzat, iar timp de 10 zile, el și armata sa nu au avut acces la apă, motiv pentru care s-au deshidratat în deșert. După a zecea zi au fost uciși, iar trupurile lor au fost mutilate. Husayn a fost decapitat, iar capul său a fost dus lui Yazid la Damasc. 
Martiriul lui Husayn din timpul bătăliei de la Karbala i-a impresionat pe mulți musulmani șiiți, care îl comemorează în timpul primelor zece zile ale lunii muḥarram (21 martie – 31 martie), în cadrul sărbătorii Ashura.
Prima reprezentare publică a Ta٬ziya a avut loc în timpul dinastiei Buyudă (954 - 1055). Atunci, șiiți au primit acceptul din partea lui Mu`izzu`d-Dawla Ahmad bin Buyid pentru a organiza public o ceremonie de comemorare a martiriului lui Husayn. Astfel, din ordinul lui Mu`izzu, în 963, la Bagdad, în primele zece zile ale luni muharram toate bazarurile au fost închise iar oamenii au fost obligați să poarte haine negre, care reprezentau doliul. 
Bărbați, femei și copii, toți îmbrăcați în negru au urmat pe străzile din Bagdad un cal fără călăreț (simbolizând calul abandonat al lui Husayn) pentru a comemora martiriul fiului cel mic al lui Ali.
Între 1055 și 1501 niciuna dintre dinastiile care au urmat pe cea Buyudă nu a acceptat manifestările pentru comemorarea lui Husayn. Abia în timpul dinastiei safavizilor (1501 - 1722) s-a permis reluarea ritualurilor din luna muharram. Acest fapt a permis răspândirea pe o scară largă a Ta٬ziya, iar datorită faptului că punerea în scena a acesteia a fost transmisă pe cale orală, în timp a cunoscut particularități în funcție de regiune.

## Structură
Colonelul Sir Lewis Pelly a publicat în 1879 o carte cu titlul „The Miracle Play of Hasan and Husayn” care prezenta în limba engleză o ceremonie Ta٬ziya, compusă din 37 de capitole. Primul capitol începe din antichitate și îl are în centrul atenției pe Iacob. Iosif este înlăturat de către frații săi invidioși și este aruncat într-o fântână. Suferința lui Iosif este comparată cu cea a lui Husayn la Karbala.
Următoarele nouă capitole îl au în centrul atenției pe Muhammad și familia acestuia, înainte de bătălia de la Karbala. La un moment dat, Muhammad este forțat să aleagă între viața fiului său Ibrahim și cea a nepotului său Husayn. Profetul alege să îl trimită pe Ibrahim către Dumnezeu, iar pe Husayn să îl țină alături de el. Scena are multiple similitudini cu solicitarea făcută de Dumnezeu lui Abraham, însă decizia pe care Muhammad o ia este menită să acorde importanță faptului că Husayn reprezintă viitorul următoarelor generații de musulmani, accentuând astfel rolul pe care Husayn îl va avea în fața lui Dumnezeu în Ziua Judecății.
Ultimele patru capitole din acest set de nouă fac referire la moartea lui Muhammad, a Fatimah, a lui Ali și a fiului său Hasan. Modul în care este prezentată moartea profetului este construită în așa fel încât să se plieze pe doctrina șiită, respectiv Muhammad îl desemnează pe Ali ca succesor. Scena următoare are titlul „Preluarea Califatului de către Abu Bakr”.
Capitolele 10 – 23 prezintă toate evenimentele care au avut loc până la bătălia de la Karbala, inclusiv nunta dintre fiul lui Hasan, Kasim, și fiica lui Husayn, Fatima, și se încheie cu martiriul lui Husayn. 
Următoarele șase episoade fac referire la văduvele și copii orfani ai lui Husayn, care sunt duși la Yazid pentru a fi judecați. Acolo, un ambasador creștin încearcă să le cruțe viețile, însă este acuzat că a intervenit, fără drept, în proces, motiv pentru care este ucis, deși în cursul acțiunii respectivul se convertește la islam.
Capitolele 35 și 36 relatează despre două converitiri la islam. Prima este a unei femei creștine, care fiind atrasă de frumusețe Karbalei decide să își întemeieze un așezământ în acea zonă. Pe timpul nopții, în vise i se arată tragedia care a avut loc pe aceste ținuturi, iar aceasta, fiind impresionată de suferința lui Husayn, decide să-își schimbe religia.
A doua convertire face referire la un rege creștin, al cărui nume nu este indicat și nici țara de origine. Despre acesta se povestește că ajunge să se convertească, ocazie cu care mulțumește lui Dumnezeu pentru faptul că nu a căzut în patimile idolatriei pe care creștinismul le propagă.
Ultimul capitol este denumit „The Ressurection” și face referire la învierea tuturor musulmanilor înainte de Ziua Judecății. În acest context, se prezintă cu arhanghelul Sarafil anunță sfârșitul lumii iar Arhanghelul Gabriel îl desemnează pe Husayn (fiindcă el a fost singurul care a simțit adevărata suferință) ca avocat și mediator al păcătoșilor în fața lui Dumnezeu.

## Despre actori
Ta٬ziya este transmisă din generație în generație pe cale orară, neexistând o formă scrisă. În acest context, actori care doresc să intepreteze roluri încep a se pregăti de la vârste fragede (între 5-7 ani). A intepreta un personaj în cadrul acestei reprezentări artistice implică deținerea multor abiliți, printre care a fi un bun orator și cântăreț, precum și un călăreț experimentat. Deși Ta٬ziya are atât personaje masculine, cât și feminine, intepreții acestora sunt numai bărbați.
Încă de la început, cei care se înscriu pentru a juca personaje din Ta٬ziya, denumiți „ta٬ziya khan”, sunt bine pregătiți de către actorii cu experiență. Astfel, ei sunt obligați să își exerseze cât mai des vocea, obiectivul fiecăruia fiind de a juca un rol de partea „protagoniștilor” (cei care cântă), nu antagoniștilor (cei care recită).
Printre primele roluri care îi sunt atribuite unui începător este cel al Sekineh, fiica imamului Husayn. Când devin mai experimentați, pot intepreta rolul lui Kasim, fiul lui Hasan și nepotul lui Husayn, iar dacă după pubertate, dacă vocea nu se schimbă în rău, vor continua să joace roluri din ce în ce mai dificile, precum: Ali Akbar, Hor, Abbas și într-un final cel al imamului Husayn. 
La nivelul comunității șiite se consideră că păstrarea unei voci bune după pubertate este un dar de la Dumnezeu și nu este o abilitate la care o persoană poate să ajungă prin expercițiu.
Modul în care fiecare își interpretează rolul este foarte importat la nivelul comunității, întrucât asta va permite tânărului actor să fie cunoscut și apreciat, ocazie cu care va avea șanse tot mai bune pentru a juca rolul lui Husayn, care este un obiectiv pentru fiecare interpret din momentul în care decide să ia parte la Ta٬ziya. De regulă, rolul fiului cel mic al lui Ali este intepretat de către liderul trupei care pune în scenă Ta٬ziya, care este un om în vârstă, de aproximativ 50 de ani, și care în cursul carierei sale a intepretat o varietate diversă de roluri din cadrul acestei piese. Faptul că îi este acceptată intepretarea lui Husayn este o onoare pe care fiecare actor o ia în serios.
Cei care devin personaje în cadrul Ta٬ziya sunt respectați în cadrul comunității din care provin, chiar dacă a fi actor într-o asemenea piesă este o activitate secundară. Pentru astfel de roluri, intepreții sunt plătiți.
Repetițiile pentru punerea în scenă a Ta٬ziya diferă în funcție de periodicitatea cu care drama se intepretează. Astfel, există zone unde aceasta se realizează săptămânal, în fiecare vineri, sens în care repetițiile nu se mai efectuează datorită timpului scurt dintre acțiuni. Însă, în majoritatea cazurilor Ta٬ziya se pune în scena în luna muharram, iar pregătirile pentru aceasta încep cu mai bine de o lună înainte de interpretarea în fața publicului.

## Referinte
1. ↑   Chelkowski apud Amrei, Mostafa Mokhtabad. Ta٬ziya – The Art of Iranian passion play. Teheran, J. Humanities, 2007, vol. 14, (89-98);
2. ↑   Câmpeanu, Ilieș și Cornelia Marinescu, traducător Eugen Muntean. Enciclopedia Universală Britannica,București, Litera, 2010, vol. 7, pag. 135;
3. ↑   Rogerson, Barnaby, traducere de Anca Delia Comăneanu. Moștenitorii Profetului Mahomed – Cauzele schismei dintre șiiți și sunniți. Iași, Polirom, 2007, pag. 333